# Éric Monnin
Pour les articles homonymes, voir Monnin.
Éric Monnin, né le 21 février 1968 à Besançon (Doubs)[réf. nécessaire], est professeur agrégé d’éducation physique et sportive, docteur en sociologie des organisations et maître de conférences à l’université de Franche-Comté spécialiste de l’olympisme. Il est membre du laboratoire Culture, Sport, Santé, Société (C3S) de l'Université de Franche-Comté.
Il est vice-président à l'Olympisme à l'Université de Franche-Comté depuis 2018 et directeur du Centre d’études et de recherches olympiques universitaires (CEROU) depuis 2019.

## Biographie
Il a soutenu sa thèse de doctorat intitulée L'olympisme : pratiques et représentations en milieu scolaire sous la direction du professeur Alain Bihr puis il a été recruté comme maître de conférences à l'Université de Franche-Comté.
En août 2012, il est le premier Français à recevoir la prestigieuse Médaille Pierre-de-Coubertin, remise par Jacques Rogge, président du Comité international olympique,.
Il participe, en 2015, en tant que conseiller scientifique/historique à Jesse Owens - Ludwig Long : le temps d’une étreinte, documentaire de 52 minutes réalisé par Véronique Lhorme qui retrace l’histoire d’amitié entre le sprinter afro-américain Jesse Owens et l’athlète allemand Luz Long lors des Jeux Olympiques de Berlin en 1936.
Pour les Jeux olympiques d'été de Tokyo de 2020, il est le 132e relayeur officiel de la torche olympique sur le sol grec,.

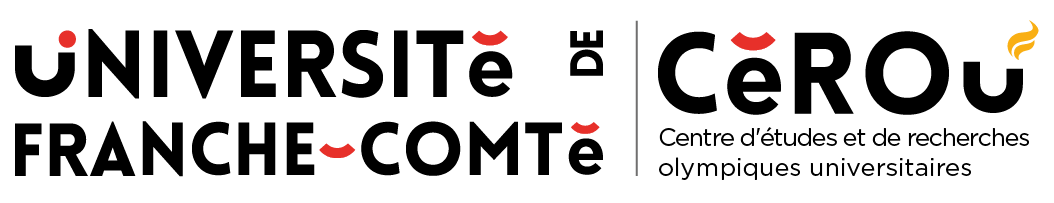

En septembre 2019, il porte le projet CEROU, un axe de recherche à travers la thématique de l'olympisme,,.
En décembre 2021, il fait partie des 36 ambassadeurs de la semaine olympique et paralympique (SOP) pour Paris 2024.

## Parcours sportif

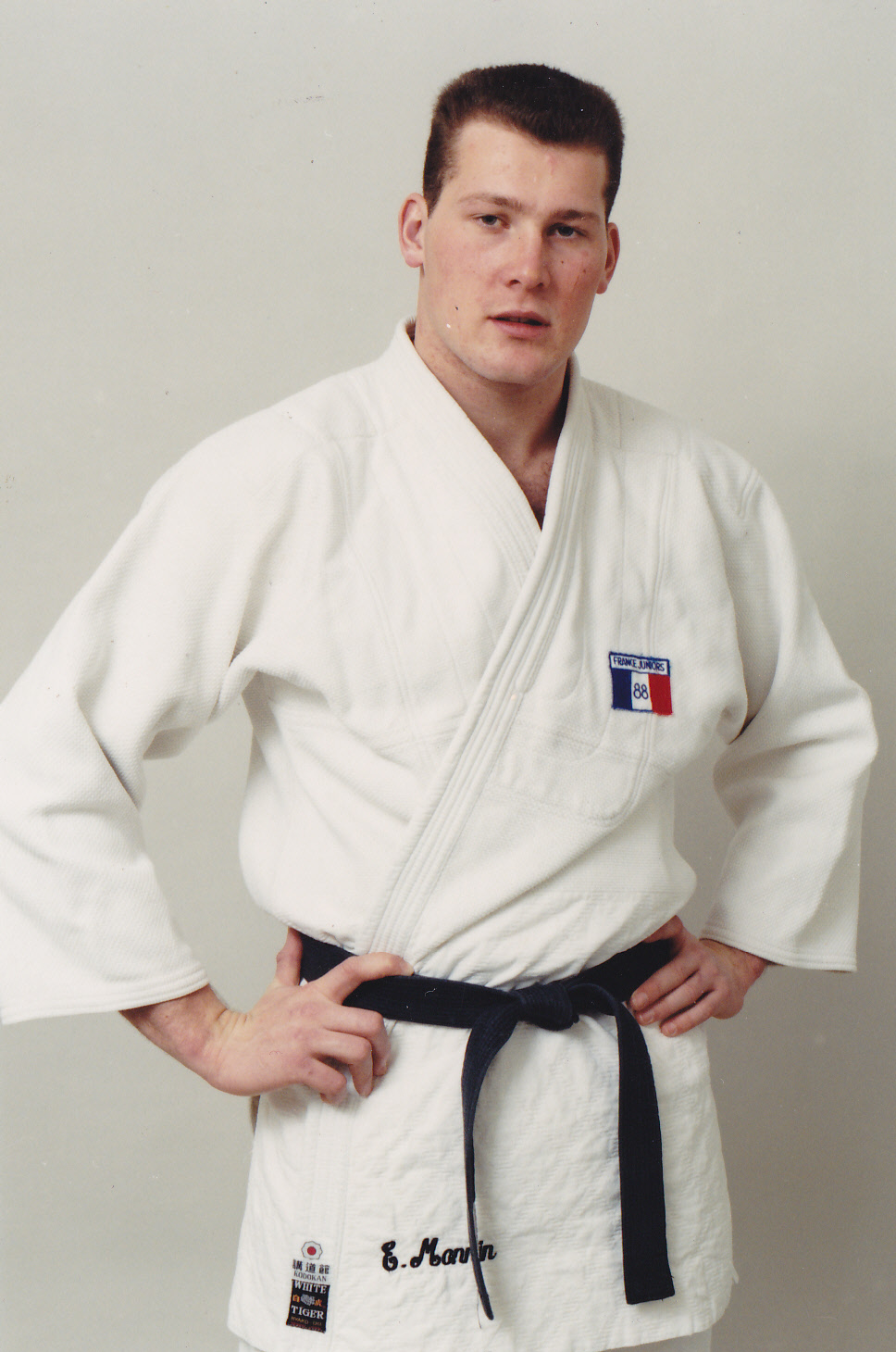

Ancien international de judo de l’équipe de France,, Éric Monnin totalise plusieurs podiums aux championnats de France scolaires et universitaires. Il est ceinture noire 3e dan et licencié au dojo Franc-comtois depuis octobre 1973.[réf. à confirmer]

## Publications

### Ouvrages
- Éric Monnin (préf. Jean-Claude Killy et Juan Antonio Samaranch), Un siècle d'olympisme en hiver : De Chamonix à Salt Lake City., Meolans-Revel, Éditions Désiris, 2001, 254 p. (ISBN 978-2-907653-71-8)
- Éric Monnin, L’Olympisme à l’école ?, Besançon/Belfort, Besançon, Presses universitaires de Franche-Comté et Pôle éditorial multimédia de l’Université de Technologie de Belfort Montbéliard, 2008, 251 p. (ISBN 978-2-84867-240-3)
- Éric Monnin (préf. Jacques Rogge), De Chamonix à Vancouver : un siècle d'olympisme en hiver, Meolans-Revel, Éditions Désiris, 2010, 213 p. (ISBN 978-2-915418-38-5)
- Éric Monnin, Jean-François Loudcher et Gilles Ferréol (sous la dir. de), Éducation et olympisme en Europe, Belfort, Pôle éditorial multimédia de l’Université de Technologie de Belfort Montbéliard, 2012, 216 p. (ISBN 978-2-914279-57-4)
- Éric Monnin (préf. Jacques Rogge), De Chamonix à Sotchi : Un siècle d’olympisme en hiver, Gap, Éditions Désiris, 2013, 224 p. (ISBN 978-2-36403-066-4)
- Éric Monnin et Gilles Ferréol (sous la dir. de), Sport, santé et cohésion sociale, Belfort, Pôle éditorial multimédia de l’Université de Technologie de Belfort Montbéliard, 2014, 256 p. (ISBN 978-2-914279-89-5)
- Éric Monnin (préf. Thomas Bach), De Chamonix à Beijing : Un siècle d’olympisme en hiver, Éditions Désiris, 2021, 272 p. (ISBN 978-2-36403-193-7)

### Direction d’ouvrages
- Monnin Éric, Loudcher Jean-François et Ferréol Gilles (sous la dir.) (2012), Éducation et olympisme en Europe, Pôle éditorial multimédia de l’Université de Technologie de Belfort Montbéliard, préfacé par le Président du CIO, 216 pages.

- Monnin Éric et Ferréol Gilles (sous la dir. de) (2014), Sport, santé et cohésion sociale, Pôle éditorial multimédia de l’Université de Technologie de Belfort Montbéliard, préfacé par la Présidente de la fédération française de randonnée pédestre, 256 pages.

## Distinctions
- Officier de l'ordre national du Mérite[19][source insuffisante]
- Officier de l'ordre des Palmes académiques[20]
- Médaille Pierre de Coubertin décernée par le Comité international olympique[21]